# Národní správa
Národní správa je pojem zavedený v poválečném československém právu dekretem prezidenta č. 5/1945 ze dne 19. května 1945 č. 5 Sb., který ustanovil, že majetek Němců, Maďarů, zrádců a kolaborantů a některých organizací a ústavů bude dán pod národní správu.
Národní správa znamenala odejmutí majetku z dispozice vlastníka a pověření fyzické osoby zvané národní správce k prozatímnímu vedení podniku, aniž by k němu nabyla vlastnických práv.
Účelem národní správy bylo zajištění majetku podniků a provozoven a pokračování chodu výroby či poskytování služeb až do nové zákonodárné úpravy spojené s vlastnictvím konfiskovaného majetku.
Dosavadní vlastníci majetků daných pod národní správu byli povinni zdržet se jakéhokoliv zásahu do jednání národního správce.
Národní správce byl povinen jednat s péčí řádného hospodáře a odpovídal za škodu, která by vzešla zanedbáním povinností. Podle Směrnice pro stanovení odměny národních správců pobíral odměnu, jejíž výše se stanovovala podle velikosti podniku, výše obratu a počtu zaměstnanců.
Konfiskovaný majetek spravovaly Fondy národní obnovy se sídly v Praze a Bratislavě, které měly ve spolupráci s národními výbory zaručit, že zkonfiskovaný majetek bude opatrován skutečně ku prospěchu státu.
V českých zemích bylo k 1. srpnu 1945 v národní správě 5510 živností a obchodů a 2475 průmyslových podniků, v nichž pracovalo 792 570 zaměstnanců. Již o měsíc později se počet podniků v národní správě zvýšil na 9302 a počet jejich zaměstnanců překročil milion. Do národní správy byly dány i největší české podniky jako například Škodovy závody, firmy Baťa, ČKD, Vítkovického horního a hutního těžířstva či Poldina huť.
Národní správa trvala do doby, než majetek získal nový vlastník, většinou přídělem od státu, nebo než stát zajistil jinou formu hospodaření. Národní správa největších podniků skončila jejich znárodněním již před Únorem 1948.